# Loutrophore

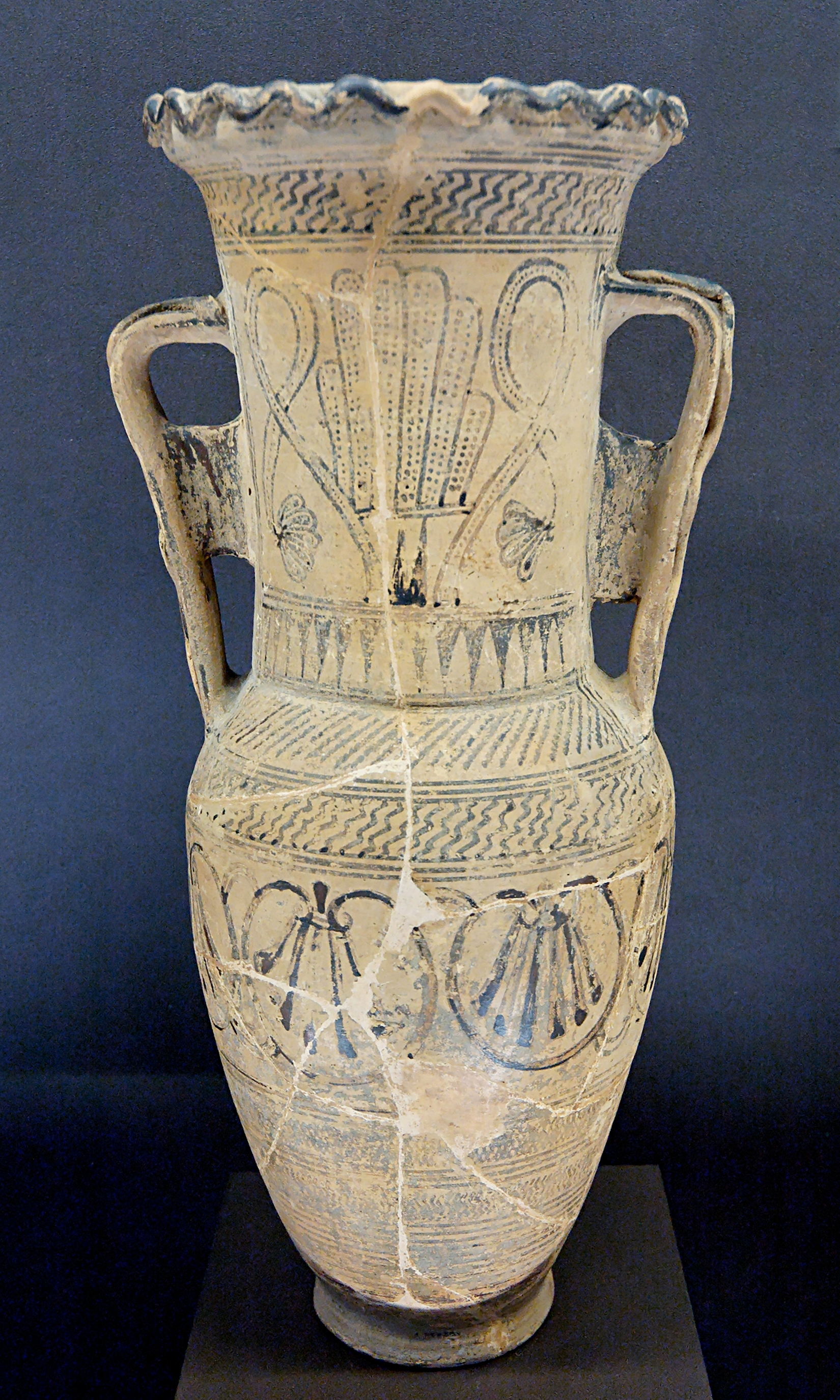
Loutrophore proto-attique du peintre d'Analatos, vers -680, Louvre

Une (ou un) loutrophore (en grec ancien λουτροφόρος / loutrophôros, de λουτρόν / loutrón et φέρω / phérô, vase pour « porter l'eau du bain ») est un type de vase grec très élancé caractérisé par un col allongé et deux anses. La loutrophore était utilisée pour contenir l'eau des cérémonies de mariages (la veille, la fiancée devait prendre un bain rituel dans de l'eau puisée à la fontaine Callirhoé et rapportée dans ce vase spécial) et des rites funéraires, et elle était placée sur ou dans les tombes des célibataires.
La loutrophore était aussi un motif de pierres tombales grecques, ou bien figurait en relief sur des stèles funéraires, parfois en composition avec des lécythes, comme sur la stèle de Panaitios : on en a trouvé une quantité dans la zone du cimetière du Céramique à Athènes ; certaines sont actuellement conservées au Musée national archéologique d'Athènes.

## Sources
- Gisela Richter, A Newly Acquired Loutrophoros, The Metropolitan Museum of Art Bulletin, 1928, Vol. 23, No. 2, Part 1, p. 54-57.